# Джон Ліллей (хокеїст)
Джон Ліллей (англ. John Lilley, нар. 3 серпня 1972, Вейкфілд, Массачусетс) — американський хокеїст, що грав на позиції крайнього нападника. Грав за збірну команду США. У 1994 році брав участь у зимових Олімпійських іграх у Ліллегаммері.

## Ігрова кар'єра
Хокейну кар'єру розпочав 1993 року виступами за команду «Анагайм Дакс» в НХЛ.
1990 року був обраний на драфті НХЛ під 140-м загальним номером командою «Вінніпег Джетс».
Усю ігрову кар'єру, що тривала 11 років, провів, захищаючи кольори команди НХЛ «Анагайм Дакс», та деяких інших команд північноамериканських та європейських ліг.
Загалом провів 23 матчі в НХЛ.
Виступав за збірну США.

## Статистика
| Сезон        | Клуб           | Ліга         | Регулярний сезон | Регулярний сезон | Регулярний сезон | Регулярний сезон | Регулярний сезон |
| Сезон        | Клуб           | Ліга         | І                | Г                | П                | О                | ШХ               |
| ------------ | -------------- | ------------ | ---------------- | ---------------- | ---------------- | ---------------- | ---------------- |
| 1993–94      | «Анагайм Дакс» | НХЛ          | 13               | 1                | 6                | 7                | 8                |
| 1994–95      | «Анагайм Дакс» | НХЛ          | 9                | 2                | 2                | 4                | 5                |
| 1995–96      | «Анагайм Дакс» | НХЛ          | 1                | 0                | 0                | 0                | 0                |
| Усього в НХЛ | Усього в НХЛ   | Усього в НХЛ | 23               | 3                | 8                | 11               | 13               |